# Electric (musikalbum av The Cult)
Electric är ett musikalbum från 1987 av det brittiska rockbandet The Cult.

## Låtlista
Samtliga låtar skrivna av Ian Astbury och Billy Duffy, om annat inte anges.
1. "Wild Flower" - 3:38
2. "Peace Dog" - 3:34
3. "Lil' Devil" - 2:44
4. "Aphrodisiac Jacket" - 4:11
5. "Electric Ocean" - 2:49
6. "Bad Fun" - 3:34
7. "King Contrary Man" - 3:12
8. "Love Removal Machine" - 4:17
9. "Born to Be Wild" (Mars Bonfire) - 3:55
10. "Outlaw" - 2:52
11. "Memphis Hip Shake" - 4:00

## Medverkande
- Ian Astbury - sång, tamburin, trombon
- Billy Duffy - gitarr
- Jamie Stewart - bas
- Les Warner - trummor